# Daniela Długosz-Penca

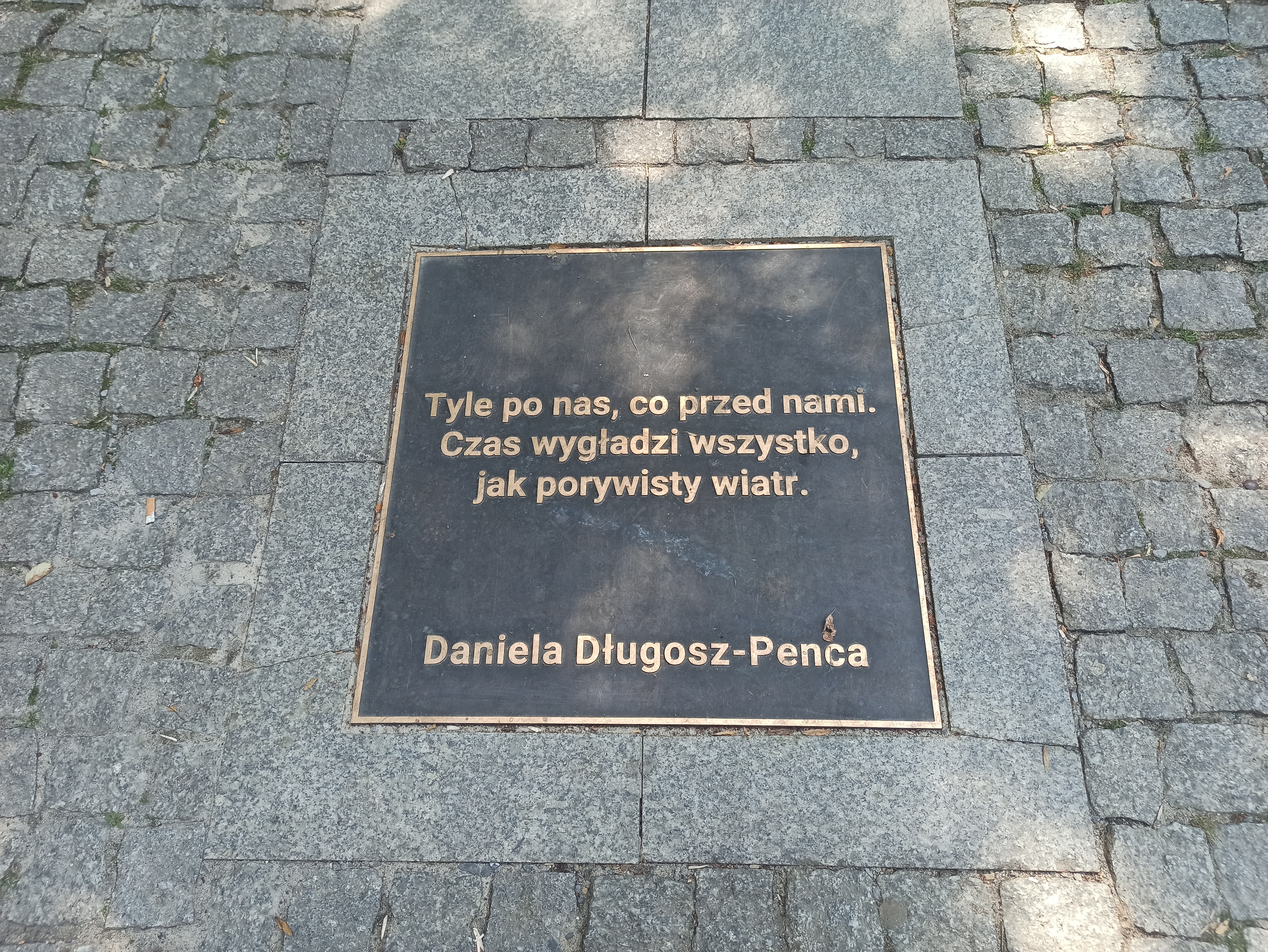
Tablica pamiątkowa poświęcona Danieli Długosz-Pency w „Prudnickiej Alei Słowa” – Park Miejski w Prudniku (lipiec 2022)

Daniela Długosz-Penca (ur. 16 listopada 1932 we Włoszczowie) – polska poetka, doktor nauk humanistycznych, pedagog, autorka recenzji, felietonów, artykułów okolicznościowych.

## Życiorys
W 1969 zamieszkała w Prudniku. Debiutowała artykułami publicystycznymi w 1970. W styczniu 1977 zadebiutowała jako autorka wierszy w „Głosie Włókniarza” – gazecie zakładowej Zakładów Przemysłu Bawełnianego „Frotex”. W tymże roku została opiekunką Klubu Ludzi Piszących w Prudniku. Jej wiersze i artykuły publikowano m.in. w „Kwartalniku Nauczyciela Opolskiego”, „Wczoraj Dzisiaj Jutro”, „Głosie Nauczycielskim”, „Własnym Głosem”, „Tygodniku Prudnickim”. Współredagowała miesięcznik „Wspólnota Wspólnot”.
Jej imieniem nazwano jedną z sal Prudnickiego Ośrodka Kultury. W 2022 Rada Miejska w Prudniku nadała Danieli Długosz-Pency tytuł honorowego obywatela Prudnika.

## Odznaczenia i wyróżnienia[2]
- Złoty Krzyż Zasługi
- Złota Odznaka ZNP
- Krzyż Kawalerski Orderu Odrodzenia Polski
- odznaka „Zasłużony Działacz Kultury”
- odznaka „Zasłużony dla Ruchu Regionalnego”
- Medal Komisji Edukacji Narodowej
- odznaka „Zasłużony dla Miasta i Gminy Prudnik” (2012)
- honorowe obywatelstwo Prudnika (2022)
- Brązowy Medal „Zasłużony Kulturze Gloria Artis” (2023)[4]